# The Lynn Sisters
The Lynn Sisters was een Vlaams zangtrio, bestaande uit Laura Lynn, Nathalie Meskens en Tine Embrechts. De groep was actief tussen 2015 en 2017.

## Biografie
Eind 2014 kondigde Laura Lynn aan dat ze, samen met The Lynn Sisters, een optreden zou geven op het Schlagerfestival van 2015. Wie deze Lynn Sisters (naast haarzelf) precies waren, werd niet direct duidelijk, maar het zou zogezegd gaan om haar zusjes Trampo en Zeppe. In februari 2015 werd bekend dat Nathalie Meskens en Tine Embrechts achter deze namen schuilgingen.
In maart 2015 verscheen het album Soldiers of love, waarvoor het drietal tien covers van bekende Nederlandstalige schlagers opnam. De eerste single, het gelijknamige Soldiers of love (origineel van Liliane Saint-Pierre) was een maand ervoor al uitgebracht. Het album bereikte de tiende plaats in de Vlaamse Ultratop 200.
Dankzij hun populariteit bleven The Lynn Sisters nog tot en met 2017 optreden. Op het Schlagerfestival van dat jaar nam de groep voorlopig afscheid.

## Hitlijsten

### Albums
| Album met hitnotering(en) in de Vlaamse Ultratop 200 albums | Datum van verschijnen | Datum van binnenkomst | Hoogste positie | Aantal weken | Opmerkingen |
| ----------------------------------------------------------- | --------------------- | --------------------- | --------------- | ------------ | ----------- |
| Soldiers of love                                            | 06-03-2015            | 14-03-2015            | 10              | 14           |             |

### Singles
| Single met hitnotering(en) in de Vlaamse Ultratop 50 | Datum van verschijnen | Datum van binnenkomst | Hoogste positie | Aantal weken | Opmerkingen                 |
| ---------------------------------------------------- | --------------------- | --------------------- | --------------- | ------------ | --------------------------- |
| Soldiers of love                                     | 2015                  | 21-02-2015            | tip37           | -            | Nr. 16 in de Vlaamse top 50 |

## Tracklist albumSoldiers of love(2015)
| 1. Soldiers of love 2. Ik krijg een heel apart gevoel van binnen 3. Je bent niet hip 4. Dans je de hele nacht met mij? 5. Oempalapapero 6. Laat de zon in je hart 7. 't was aan de Costa del Sol 8. Ik heb de hele nacht liggen dromen 9. Eviva España 10. De allereerste keer |